# Linia kolejowa nr 407
Linia kolejowa nr 407 – jednotorowa, drugorzędna, zelektryfikowana linia kolejowa o długości 17,534 km, łącząca Wysoką Kamieńską z Kamieniem Pomorskim.
Pierwotnie linia prowadziła do Trzebiatowa i miała długość 55,63 km. Odcinek pomiędzy Kamieniem Pomorskim a Trzebiatowem został rozebrany po II wojnie światowej.

## Przewozy pasażerskie
Na linii kursują jedynie pociągi regio spółki Polregio.

## Czas przejazdu
Według rozkładu jazdy na 2018 rok odcinek Wysoka Kamieńska – Kamień Pomorski pokonywany jest w 20 minut.